# Hecken am Gaisberg
Das Gebiet Hecken am Gaisberg ist ein vom Landratsamt Balingen am 14. Februar 1939 durch Verordnung ausgewiesenes Landschaftsschutzgebiet auf dem Gebiet der Stadt Balingen im Zollernalbkreis.

## Lage
Das mit nur 2,1 Hektar vergleichsweise kleine Landschaftsschutzgebiet liegt auf dem Flurstück Nr. 2453 auf der Gemarkung Erzingen an einem südexponierten Hang des Gais- oder Geischberges, etwa 300 m nördlich der Ortslage von Erzingen.
Es gehört zu dem Naturraum Südwestliches Albvorland.

## Landschaftscharakter
Im Schutzgebiet befindet sich ein großes Feldgehölz mit Bergahorn und Esche. Der übrige Hang wird zum Obstanbau genutzt. Im Osten des Gebiets befindet sich eine magere Flachland-Mähwiese.

## Zusammenhängende Schutzgebiete
Das Landschaftsschutzgebiet liegt teilweise im FFH-Gebiet Kleiner Heuberg und Albvorland bei Balingen.